# Зграда на Тргу цара Јована Ненада бр. 9 у Суботици
Зграда на Тргу цара Јована Ненада бр. 9 у Суботици је подигнута крајем 19. века и представља непокретно културно добро као  споменик културе.

## Архитектура
Зграда представља једноспратни објекат у низу, извучен на регулациону линију грађен је у стилу неоренесансе. Приземље је обрађено у виду камених квадера, који су у лучно засведеним прозорима зракасто постављени. Јединство фасадног платна приземља нарушено је игром ризалитних делова, асиметрично је конципирано, док се на спратном делу поштује симетрија у распореду отвора. У приземљу је по један лучни отвор смештен на нешто истакнутије бочне ризалите, а још три идентична прозора разбијају зидно платно, од којих су два смештена између капије и левог бочног ризалита. Већа колска двокрилна капија смакнута је удесно, има лепо обрађене вратнице, те касетирано надсветло.
Спрат је од приземља одвојен равним профилисаним венцем. Ритам отвора је исти као на приземљу, а ивични делови су наглашени рустичном обрадом. Док су портали приземља лучни, прозорски отвори спрата су правоугаони са троугаоним и сегментним тимпанонским завршетком који се ослања на плитке полупиластре-допрозорнике, урађене у малтеру. Прозори имају крстасту поделу окана. Над објектом доминира масивно, двосливно кровиште које својим габаритом излази из равни зидног платна и чини уску надстрешницу на чијем горњем делу је низ конзолица које асоцирају на дрвене греде кровне конструкције.